# Communauté de communes du Grand Chambord
La communauté de communes du Grand Chambord est une communauté de communes française, située dans le département de Loir-et-Cher.

## Géographie

### Géographie physique
Située au centre du département de Loir-et-Cher, la communauté de communes du Grand Chambord regroupe 16 communes et présente une superficie de 433 km2. Elle fait partie du syndicat mixte du Pays des Châteaux.

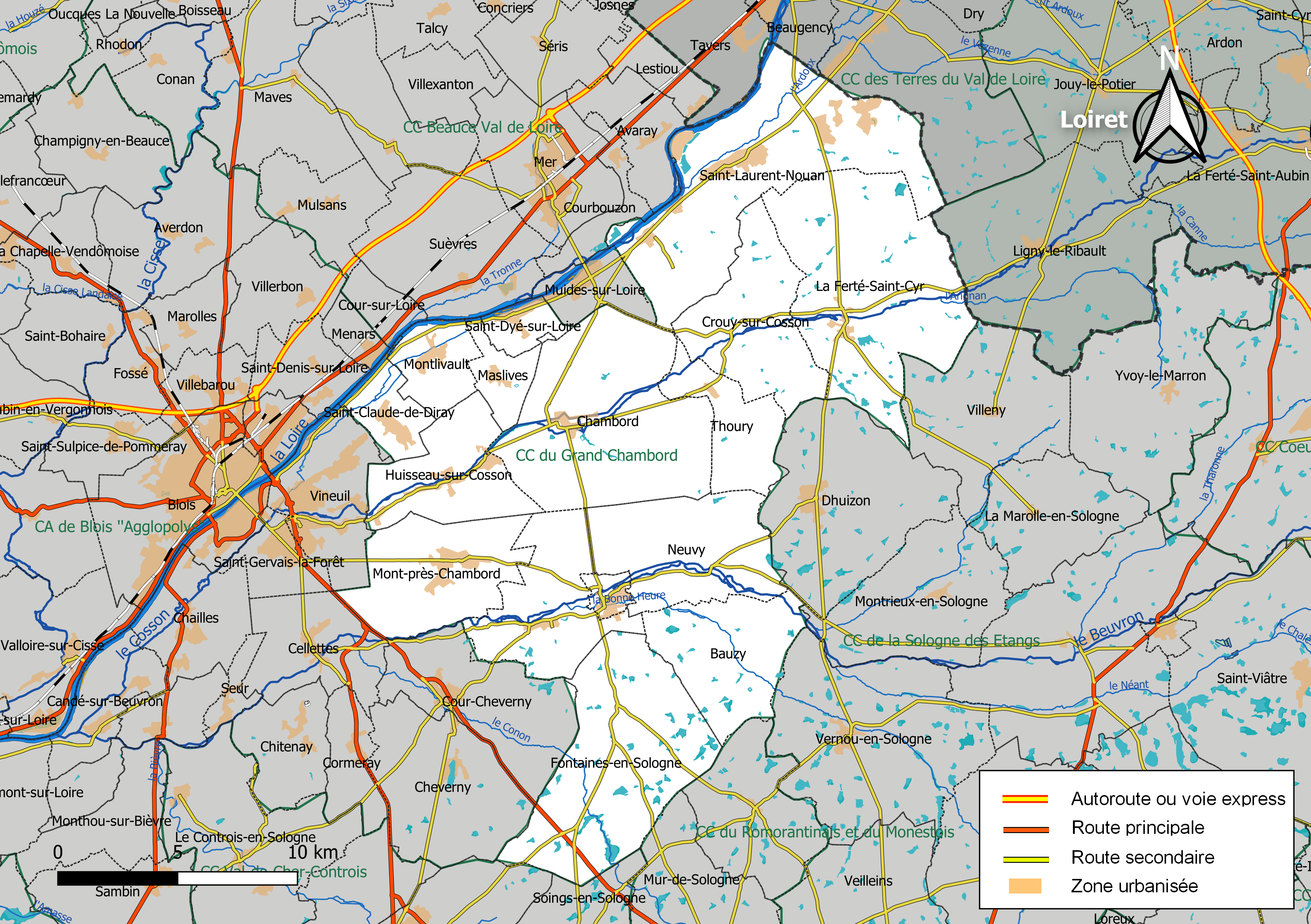
Carte de la communauté de communes du Grand Chambord au 1er janvier 2019.

### Composition

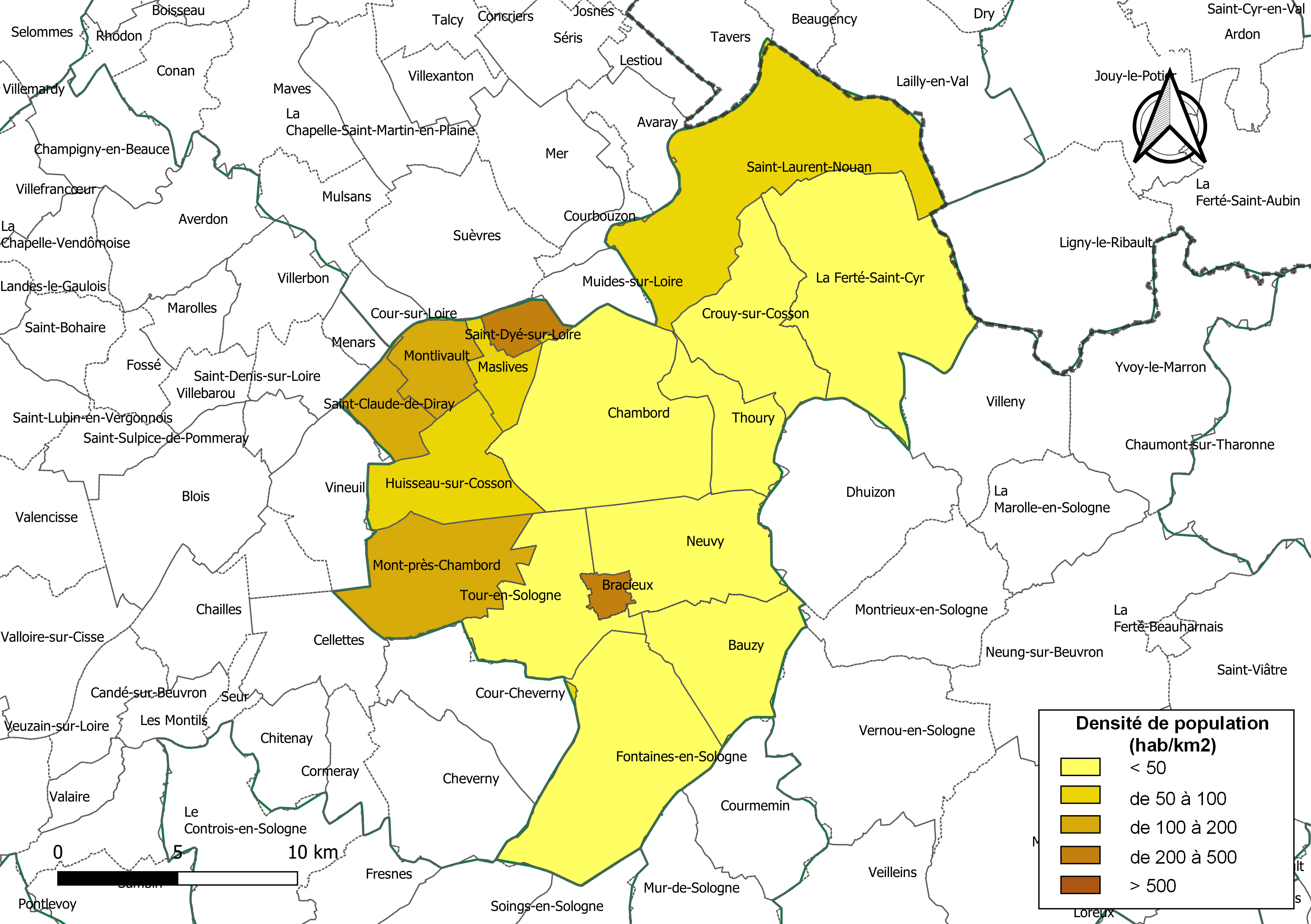
Carte des densités de population (millésimée 2016) des communes de la communauté de communes du Grand Chambord. Composition en communes au 1er janvier 2019.

La communauté de communes est composée des 16 communes suivantes :

| Nom                   | Code Insee | Gentilé        | Superficie (km2) | Population (dernière pop. légale) | Densité (hab./km2) |
| --------------------- | ---------- | -------------- | ---------------- | --------------------------------- | ------------------ |
| Bracieux (siège)      | 41025      | Braciliens     | 2,95             | 1 341 (2022)                      | 455                |
| Bauzy                 | 41013      | Bauziens       | 24,7             | 271 (2022)                        | 11                 |
| Chambord              | 41034      | Chambourdins   | 54,38            | 99 (2022)                         | 1,8                |
| Crouy-sur-Cosson      | 41071      |                | 28,37            | 521 (2022)                        | 18                 |
| La Ferté-Saint-Cyr    | 41085      | Fertois        | 57,93            | 1 078 (2022)                      | 19                 |
| Fontaines-en-Sologne  | 41086      |                | 46,25            | 659 (2022)                        | 14                 |
| Huisseau-sur-Cosson   | 41104      | Huisselois     | 22,79            | 2 293 (2022)                      | 101                |
| Maslives              | 41129      | Maslivois      | 7,35             | 661 (2022)                        | 90                 |
| Mont-près-Chambord    | 41150      | Montais        | 28,51            | 3 360 (2022)                      | 118                |
| Montlivault           | 41148      | Montlivaltais  | 10,73            | 1 307 (2022)                      | 122                |
| Neuvy                 | 41160      |                | 31,28            | 316 (2022)                        | 10                 |
| Saint-Claude-de-Diray | 41204      | Saint-Claudins | 9,17             | 1 772 (2022)                      | 193                |
| Saint-Dyé-sur-Loire   | 41207      | Déodatiens     | 5,51             | 1 155 (2022)                      | 210                |
| Saint-Laurent-Nouan   | 41220      | Laurentais     | 60,98            | 4 249 (2022)                      | 70                 |
| Thoury                | 41260      | Thouryssois    | 15,76            | 425 (2022)                        | 27                 |
| Tour-en-Sologne       | 41262      |                | 26,34            | 1 133 (2022)                      | 43                 |

## Historique et urbanisme

### Évolution de l'intercommunalité
- En 1984, le SIVOM (Syndicat intercommuncal à vocation multiple) de Bracieux est devenu le SIVOM du Pays de Chambord. Ce dernier a donné naissance à la Communauté de communes du pays de Chambord par arrêté préfectoral le 26 décembre 2001.
- En 2010, la commune de Courmemin intègre l'intercommunalité. Elle la quitte le 1er janvier 2019.

### Urbanisme

#### Planification
Certaines communes sont dotées d'un Plan local d'urbanisme (PLU). Un PLU intercommunal est en cours d'élaboration, et arrêté le 24 juin 2019.

#### Logements
Le territoire comptait 10 387 logements en 2016 dont 8 777 résidences principales, 721 résidences secondaires ou occasionnelles et 888 logements vacants.

## Démographie
La communauté de communes du Grand Chambord comptait 20 802 habitants (population légale INSEE) au 1er janvier 2012. La densité de population est de 45,2 hab./km2.

### Évolution démographique
| 1968   | 1975   | 1982   | 1990   | 1999   | 2007   | 2012   | 2013   | - |
| ------ | ------ | ------ | ------ | ------ | ------ | ------ | ------ | - |
| 11 794 | 12 064 | 15 547 | 17 022 | 17 913 | 19 556 | 20 802 | 20 923 | - |

## Politique communautaire

### Représentation

#### Présidents de la communauté de communes
Le Président de la Communauté de communes est chargé de l'exécution des délibérations du Conseil communautaire. Il est assisté par 4 vice-présidents, chacun chargé d’un domaine de compétences.
| Période | Période  | Identité       | Étiquette                       | Qualité                                                                                |
| ------- | -------- | -------------- | ------------------------------- | -------------------------------------------------------------------------------------- |
|         | en cours | Gilles Clément | PS, puis DVG, puis EÉ puis EÉLV | Maire de Mont-près-Chambord Conseiller départemental du canton de Chambord (2015-2021) |

#### Conseil communautaire
Le conseil communautaire, composé de 59 délégués, est l'instance délibérante de la communauté. Il définit la politique générale, délibère sur les grands projets et vote le budget.
Les commissions constituent des groupes de travail et de réflexion. Elles sont force de proposition pour le conseil communautaire. 
La conférences des maires prépare les séances du conseil.
Le conseil communautaire se compose de 36 conseillers pour la mandature 2020-2026, répartis comme suit :
| Nombre de conseillers | Communes                                                                        |
| --------------------- | ------------------------------------------------------------------------------- |
| 7                     | Saint-Laurent-Nouan                                                             |
| 5                     | Mont-près-Chambord                                                              |
| 4                     | Huisseau-sur-Cosson                                                             |
| 3                     | Saint-Claude-de-Diray                                                           |
| 2                     | Bracieux, La Ferté-Saint-Cyr, Montlivault, Saint-Dyé-sur-Loire, Tour-en-Sologne |
| 1                     | Les 7 communes restantes                                                        |

### Compétences
Ses compétences s'exercent dans les domaines suivants :
- le développement économique
- la mise en valeur des atouts touristiques
- l'environnement : eau potable et assainissement
- l'amélioration du cadre de vie
- la voirie

#### Tourisme
La compétence "Tourisme" est déléguée au Syndicat mixte du Pays des Châteaux.
- à 1h30 en train depuis Paris-Austerlitz
- Patrimoine culturel de renommée internationale : les châteaux de Chambord et de Villesavin, situés au cœur de la vallée de la Loire, classée au patrimoine mondial UNESCO.

### Identité visuelle
|  | Logo de la Communauté de Communes |

## Environnement

### Risques
- Grand Chambord est fortement affecté par les risques liés aux inondations. La majeure partie des communes est concernée par les inondations liées aux remontées de nappes. Les inondations du printemps 2016 ont eu des conséquences pour de nombreuses communes.
- Le risque nucléaire est le seul risque technologique présent sur le territoire (présence du centre nucléaire de production d’électricité de Saint-Laurent).

### Biodiversité
Le territoire de Grand Chambord compte 7 sites Natura 2000 et 12 ZNIEFF. Ces sites naturels se répartissent entre les trois grands ensembles
écologiques structurants du territoire : la Loire, la forêt de Chambord et la Sologne.

## Pour approfondir

## Sources
- le splaf
- la base aspic